# Orden del Halcón
El Orden del Halcón (en islandés: fálkaorða), otorgado por el presidente de Islandia, es la distinción más importante del país.
Aunque basada en órdenes de Noruega y Dinamarca, a diferencia de algunas de estas, la Orden del Halcón se entrega también a mujeres. 
Debido a la importancia de la cetrería en Islandia, de 1903 a 1919, figuraba un halcón blanco en el escudo oficial del país. 
Con ocasión de la visita de Cristián X de Dinamarca, y su esposa, Alejandrina, el 3 de julio de 1921, se establece la Orden por real decreto, siendo el rey el primer Gran Maestre de la Orden. Poco después de la constitución de la república, el 17 de junio de 1944, se retira la corona real de la condecoración. 

## Grados
La Orden tiene cinco grados: 
- riddarakrossinn (Cruz de Caballero) - la condecoración que más se entrega
- stórriddarakross (Cruz de Comandante)
- stórriddarakross með stjörnu (Cruz de Comandante con Estrella)
- stórkross (Gran Cruz)
- keðja ásamt stórkrossstjörnu (Collar con la Gran Cruz y la Estrella) - para Jefes de Estado.

## Insignias
| Ribbon bars             | Ribbon bars | Ribbon bars                    | Ribbon bars          | Ribbon bars    |
| ----------------------- | ----------- | ------------------------------ | -------------------- | -------------- |
| Collar with Grand Cross | Grand Cross | Grand Knight's Cross with Star | Grand Knight's Cross | Knight's Cross |